# Tobias Bergmann

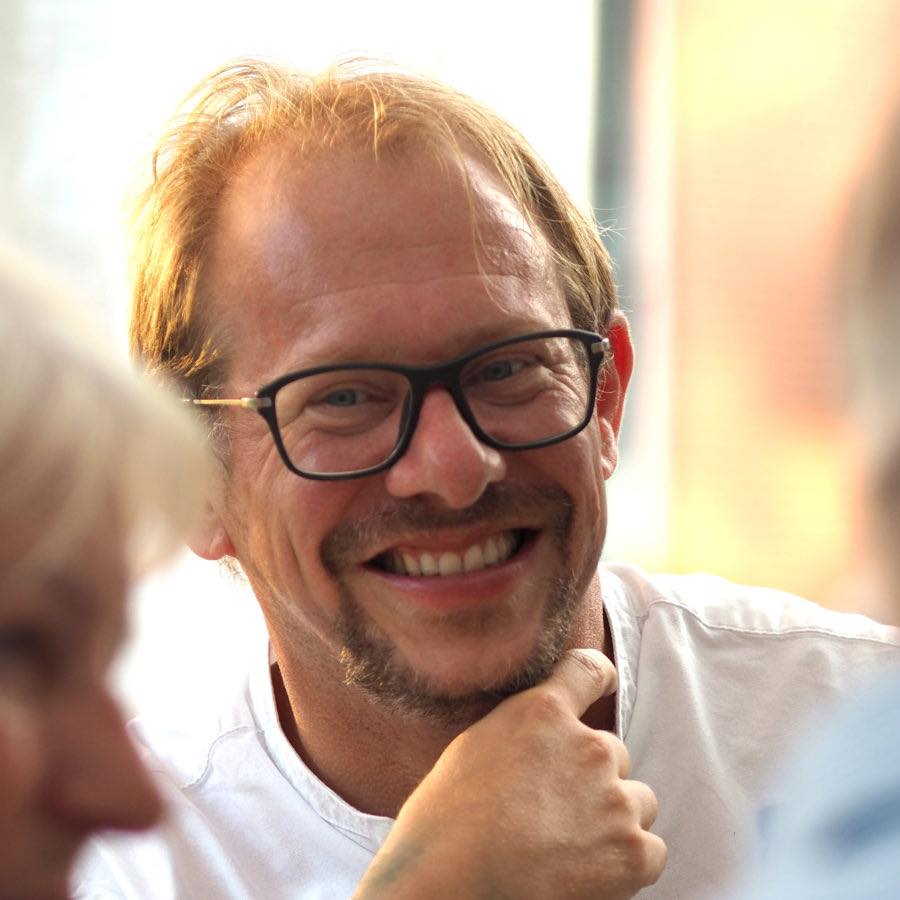
Tobias Bergmann (2020)

Tobias Bergmann (* 11. Juli 1971 in München) ist ein deutscher Unternehmensberater und Politiker (SPD). Er war zwischen dem 6. April 2017 und dem 8. Dezember 2018 Präses der Handelskammer Hamburg und amtiert seit dem 1. September 2021 als Oberbürgermeister der Stadt Neumünster.

## Herkunft
Tobias Bergmann wuchs im bayerischen Langquaid zwischen Regensburg und Landshut auf. Beide Eltern waren Grundschullehrer. Sein Vater Josef Bergmann wurde später SPD-Ortsbürgermeister. Mit 17 trat Bergmann in die SPD ein. Er engagierte sich für die sozialistische Jugendorganisation Die Falken und wurde 1991 deren Landesvorsitzender in Sachsen.

## Ausbildung und Beruf
Bergmann studierte Volkswirtschaftslehre an der Technischen Universität Dresden und der Universität Parma. Nach dem Abschluss als Diplom-Volkswirt arbeitete er in Köln bei einer Unternehmensberatung. Später wechselte er nach Hamburg zur Niederlassung des dänischen Ingenieurs- und Beratungskonzerns Ramboll und half mit beim Aufbau des ersten Jobcenters für Hartz IV in Hamburg.
2009 machte er sich selbstständig und gründete die Unternehmensberatung Nordlicht Management Consultants GmbH und wurde im Mai 2017 Geschäftsführer der Tobias Bergmann Consulting GmbH.

## Präses der Handelskammer Hamburg
2011 wurde Bergmann erstmals ins Kammerparlament der Handelskammer Hamburg gewählt. Bei der Handelskammerwahl zwischen dem 16. Januar und dem 14. Februar 2017 erlangte das von ihm 2013 initiierte IHK-Rebellen-Bündnis „Zwangsbeiträge abschaffen – Die Kammer sind WIR“ völlig überraschend 55 der 58 Sitze im Plenum. Am 6. April 2017 wurde er folglich mit 54 von 58 Stimmen als Nachfolger von Fritz Horst Melsheimer zum Präses der Handelskammer Hamburg gewählt. Wegen fehlenden Rückhalts im Kammerparlament legte er überraschend und mit sofortiger Wirkung am 8. Dezember 2018 sein Amt als Präses nieder. Sein Nachfolger wurde Norbert Aust.

## Oberbürgermeister Neumünster
Am 1. Oktober 2020 nominierte die SPD Neumünster Tobias Bergmann mit 97 Prozent der Stimmen zu ihrem Oberbürgermeisterkandidaten, die er in der Stichwahl am 30. Mai 2021 mit 50,8 % der Stimmen gewann. Seine Amtszeit beträgt sechs Jahre.

## Privates
Bergmann ist seit 2018  mit der iranischen Journalistin und Musikerin Nazanin Romy verheiratet. Er lebt in Neumünster und boxt seit 2016 beim SV Wilhelmsburg.